# Fajol

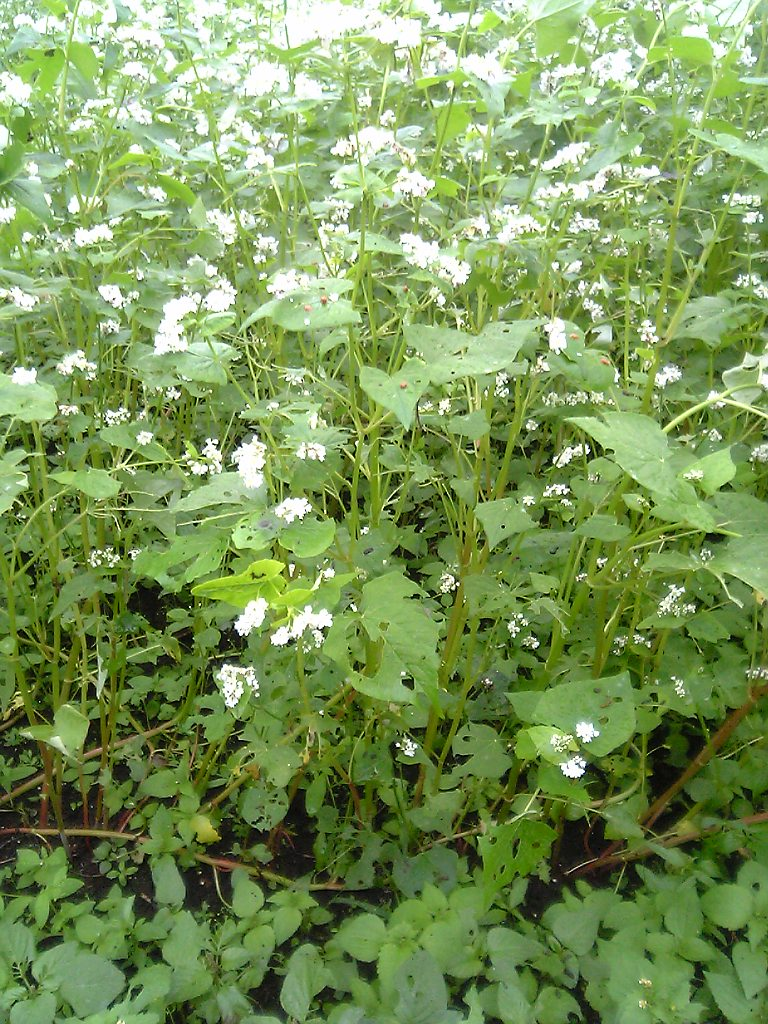
Camp de fajol florit

El fajol, blat cairut o blat negre (Fagopyrum esculentum) és una espècie de planta amb flors del gènere Fagopyrum de la família de les poligonàcies (Polygonaceae). És una planta originària de l'est del Tibet i el sud-oest de la Xina, que va ser introduïda a Europa durant d'Edat mitjana. Hi ha varietats cultivars que es conreen per les seves llavors que s'utilitzen com a aliment per al bestiar i també com a aliment humà com a substitut dels cereals, essent un aliment bàsic en algunes zones. El seu contingut en flavonoides ha revifat l'interès pel fruit d'aquesta planta com a aliment funcional. De la farina del fajol al Japó en fan els fideus soba.
Addicionalment pot rebre els noms de cairat, cairut, fajol ver i milloc. També s'han recollit les variants lingüístiques blat morú i faiol.

## Descripció
És una planta herbàcia anual que pot atènyer una altura entre 30 i 120 cm. La tija és erecta i ramificada. Les fulles són sagitades, amb forma de punta de fletxa, de fins a 7 cm de llargària i 5 cm d'amplada; les inferiors tenen un pecíol de fins a 5 cm, però les superiors són subsèssils. Les flors són petites, hermafrodites i amb un periant format per cinc tèpals de color blanc o rosat. l'androceu és format per vuit estams amb anteres de color rosat, que s'insereixen a la base de la flor de manera alternada amb els nectaris que envolten l'ovari, que té tres estils amb els corresponents estigmes. Aquesta espècie presenta heterostilia, un mecanisme per dificultar l'autofecundació, hi ha dues formes, una on l'androceu està format per vuit estams llargs i els tres estils de l'ovari són curts i una altra on el gineceu és format per vuit estams curts i tres estils de l'ovari són llargs. Les flors s'agrupen grups de 3 a 5 en inflorescències racemoses o corimboses. El fruit és un aqueni trígon amb una única llavor, marronós a la maturitat.

## Història
El fajol és originari de l'est del Tibet, Sichuan i Yunnan, on va ser utilitzat i posteriorment domesticat abans que es difongués a d'altres regions. La descripció més antiga que es coneix sobre el fajol es troba al començament de la miscel·lània del "Ch'imin Yaoshu", un llibre del segle VI escrit en xinès, tot i que aquest fragment podria haver-se afegit posteriorment. També s'ha trobat descrit al llibre "Shen Nong Shu", d'una època similar. Algunes llavors calcinades s'han trobat a la Xina, que podrien haver crescut entre el segle III i II abans de crist. A Europa, el cultiu del fajol va arribar entre els segles XII i XVI, i va passar a ser un aliment tradicional i comú. A Eslovènia s'ha trobat una descripció del fajol del 1426.

## Taxonomia
Aquesta espècie va ser publicada per primer cop l'any 1794 a l'obra Methodus Plantas Horti Botanici et Agri Marburgensis del botànic alemany Conrad Moench (1744-1805).

### Etimologia
El nom del gènere, Fagopyrum, deriva de dos mot llatí, fagus i del grec pyrus, que signifiquen respectivament faig i blat, el primer a causa de la semblaça del fruit amb el del faig, la faja, i el segon a causa del seu ús, similar al dels cereals. L'epítet específic esculentum és un mot llatí que significa menjívol.

### Sinònims
Els següents noms científics són sinònims de Fagopyrum esculentum:
- Sinònims homotípics

- Fagopyrum fagopyrum (L.) H.Karst.
- Fagopyrum polygonum Macloskie
- Fagopyrum sagittatum Gilib.
- Fagopyrum vulgare T.Nees
- Phegopyrum esculentum (Moench) Peterm.
- Polygonum cereale Salisb.
- Polygonum fagopyrum L.

- Sinònims heterotípics

- Fagopyrum cereale Raf.
- Fagopyrum dryandrii Fenzl
- Fagopyrum emarginatum Moench
- Fagopyrum esculentum subsp. ancestralis Ohnishi
- Fagopyrum esculentum var. emarginatum (Roth) Alef.
- Fagopyrum esculentum var. pyramidatum (Loisel.) Meisn.
- Fagopyrum esculentum var. vulgare Alef.
- Fagopyrum macropterum Fenzl
- Fagopyrum macropterum var. emarginatum (Roth) Fenzl
- Fagopyrum macropterum var. obtusum Fenzl
- Fagopyrum sarracenicum Dumort.
- Fagopyrum vulgare Hill ex Druce
- Helxine fagopyrum Kuntze
- Kunokale carneum Raf.
- Phegopyrum emarginatum (Roth) Peterm.
- Polygonum dioicum Buch.-Ham. ex Meisn.
- Polygonum elegans Meisn.
- Polygonum emarginatum Roth
- Polygonum gracile Meisn.
- Polygonum macropterum Meisn.
- Polygonum nepalense Fenzl
- Polygonum pyramidatum Loisel.

## Conreu
| Estat      | Tones   |
| ---------- | ------- |
| Rússia     | 919.147 |
| Xina       | 502.369 |
| Ucraïna    | 105.780 |
| EUA        | 85.140  |
| Kazakhstan | 78.048  |
| Brasil     | 65.078  |
| Japó       | 40.900  |
| Tanzània   | 26.465  |
| Belarús    | 18.000  |
| Nepal      | 15.917  |

És una planta que s'adapta bé als climes fred gràcies a que és poc exigent, creix i madura ràpidament, en poc més de dos mesos. Els rendiments màxims poden arribar a 2.778 kg/ha en algunes varietats cultivars. Segons la zona es poden obtenir dues o fins i tot tres collites per any.
Els principals productors mundials són Rússia, la República Popular de la Xina i Ucraïna. Segons les dades de l'any 2021 publicades per la FAO, entre els principals productors destaca Rússia amb més de 900.000 tones, seguida a molta distància per la República Popular de la Xina, amb poc més de mig milió de tones, i molt més enrere Ucraïna, amb poc més de 100.000 tones. Comparant aquestes dades amb les de 2014, s'observa que els tres principals productors eren els mateixos, amb Rússia al capdavant amb més de 661.000 tones, la República Popular de la Xina amb més de 564.000 tones i Ucraïna amb més de 167.000 tones. Seguits per França, Polònia, els Estats Units d'Amèrica, Brasil, Kazakhstan, Lituània i el Japó. Rússia ha augmentat força la seva producció mentre que la Xina i Ucraïna l'han reduïda. D'altra banda han desaparegut de les primeres posicions els altres productors europeus.
El cultiu del fajol a Catalunya ha pràcticament desaparegut. Actualment, només es conrea a les comarques de la Garrotxa i el Pla de l'Estany, on és un cultiu tradicional i té varietats pròpies com la pota de gall i l'arrancada. A la Garrotxa, es va deixar de cultivar als anys 60, però als 80 es va recuperar. La planta és de creixement ràpid, resistent a la sequera i no deixa créixer herbes adventícies. Es planta al juny o juliol i es recull a l'octubre. Antigament, s'havia emprat com a pinso per a porcins i aviram, també per a elaborar pa per al consum humà.
Recentment, s'ha popularitzat entre vegetarians pel seu alt contingut nutritiu i ha estat revalorat pel grup Cuina Volcànica. A Batet de la Serra, dins el terme municipal d'Olot, se celebra des del 2006 la Fira del Fajol, que impulsa el consum d'aquest pseudocereal, amb demostracions de com batre'l, ventar-lo i moldre'l, així com la degustació de plats elaborats amb aquest ingredient, com ara les típiques farinetes de fajol, fetes a base d'aigua i farina de fajol.

## Gastronomia
Tradicionalment es feien servir de menjar per animals i també en algunes regions per a fer pa. A partir dels anys mil nou-cents vuitanta del segle xx el conreu per al consum humà ha ressorgit per l'augment de la nutrició equilibrada i natural. Conté les proteïnes de més valor biològic del regne vegetal, cosa que el fa popular entre alguns vegetarians i, com que no té gens de gluten, també es fa servir en aliments per a celíacs. Tradicionalment, a més d'alimentació per als animals, s'ha usat per a fer pa i en preparacions humils destinades a humans, com ara les farinetes (a la Garrotxa, a la Vall d'Aran, etc.) o els tortons (a Occitània). Actualment, de més a més d'aquestes receptes antigues, es destina a farines per a fer galetes, crespells i pans especials. A França la farina de fajol també es fa servir per a fer galettes, similars a les crepes (crêpe), però per a acompanyaments salats. És el plat típic de la Bretanya. Al nord d'Itàlia, es mescla amb blat per fer uns fideus plans anomenats pizzoccheri, i es mesclen amb dacsa per a la polenta.
És un aliment bàsic en zones de la Xina, Corea i el Nepal. En altres països, com ara Ucraïna, Belarús, Polònia, Rússia i els països bàltics, aquest gra sempre ha tingut una gran popularitat i és apreciat per al consum humà, bé sigui cuinat com a gra sencer (torrat i després bullit) bé sigui per a fer pa. A Rússia, s'empra per fer una mena de crep gruixuda anomenada blini i els grans sencers són torrats per a fer unes farinetes anomenades kasha. Al Japó el fajol és molt popular i s'ha utilitzat tradicionalment per a fer-ne fideus (soba), i fins i tot recentment se'n fa cervesa (Morimoto Soba Ale).

## Nutrició
El fajol és un aliment ric en proteïna (entre 8-18 %). Les principals proteïnes que conté són l'albúmina, globulina i glutelina. No conté gluten i té un nivell baix de prolamines. A diferència dels cereals, és ric en l'aminoàcid essencial lisina i pobre en leucina (n'és l'aminoàcid essencial limitant). Pel que fa als hidrats de carboni, igual que els cereals, conté grans quantitats de midó. Els grànuls del midó són, però, més petits que els del blat.
La farina de fajol conté, en general, 12,0 g de proteïna, 3,1 g de lípids, 69,6 g d'hidrats de carboni no fibrosos, 4,3 g de fibra alimentària, 1,8 g de cendres per cada 100 g de farina. Entre els hidrats de carboni, hi ha el mucílag, de cadena llarga, que absorbeix l'aigua i pot proporcionar una mica d'adherència a la massa.
La digestibilitat de la proteïna del fajol és relativament baixa en humans (al voltant del 80 %). Són dos els factors involucrats, per una banda, els antinutriens presents en el fajol, com l'inhibidor de la proteasa i els tanins, per altra banda, l'estructura molecular del fajol. Alguns mètodes de processament incrementen la seva digestibilitat, per exemple, la germinació, fermentació, cocció, entre d'altres.
Tot i que el fajol és un aliment sense gluten, apte per a persones celíaques, s'hi han trobat tres proteïnes que poden causar al·lèrgies en algunes persones, amb símptomes com l'asma, urticària, sibilació, entre d'altres. Alguns mètodes de processament d'aliments, com ara la germinació, poden degradar i eliminar algunes d'aquestes proteïnes.

## Galeria

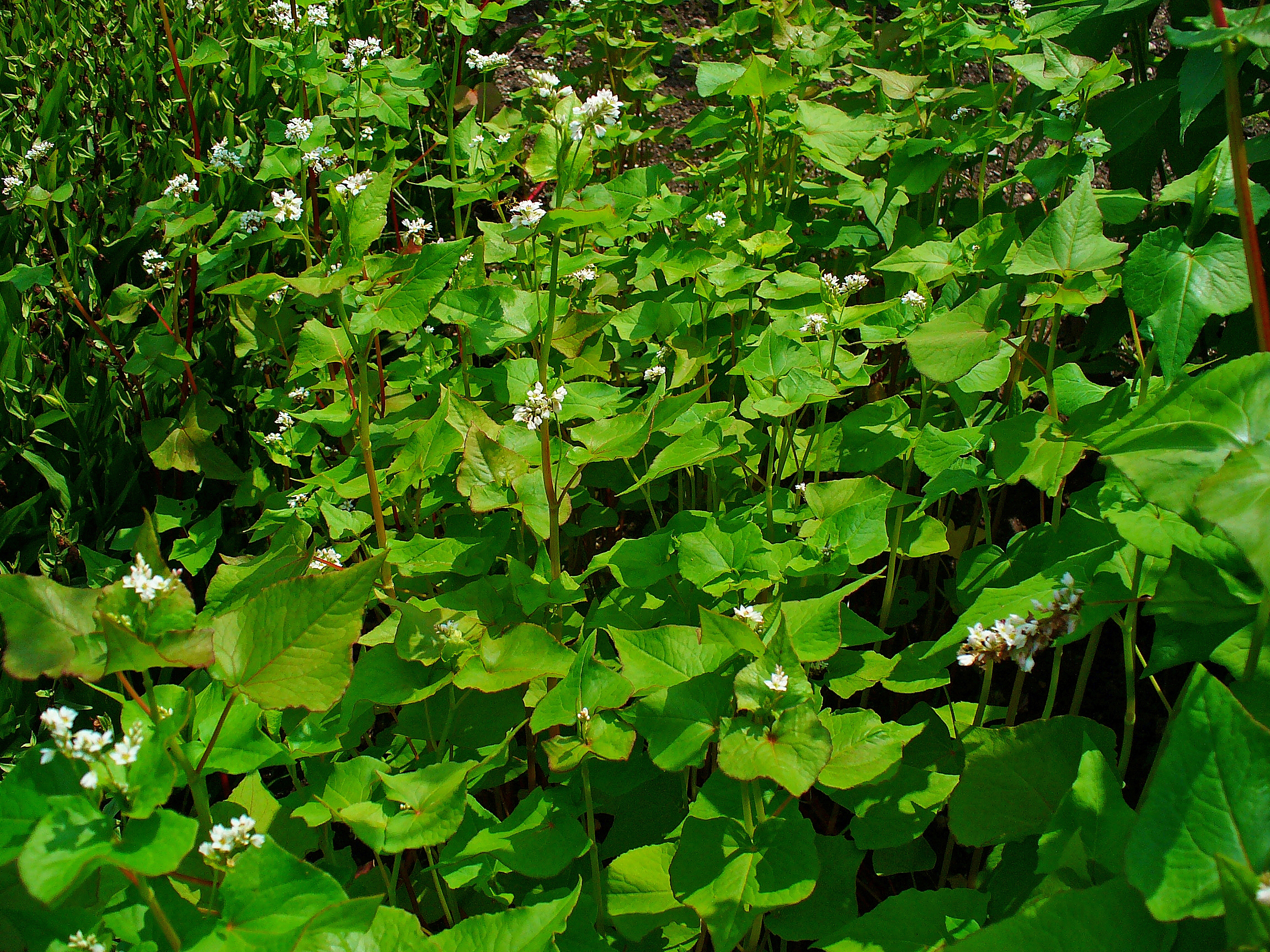
Fulles
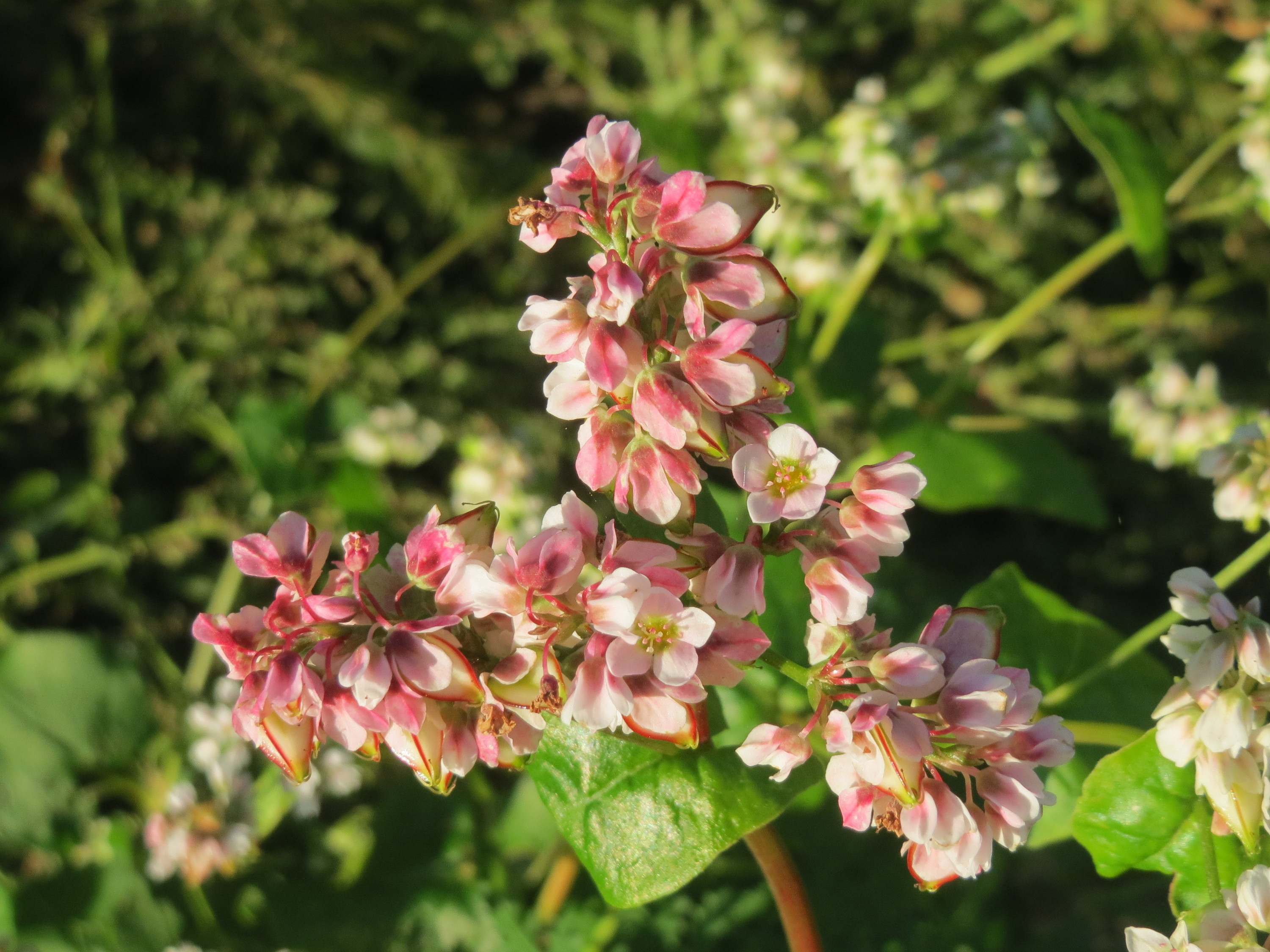
Flors
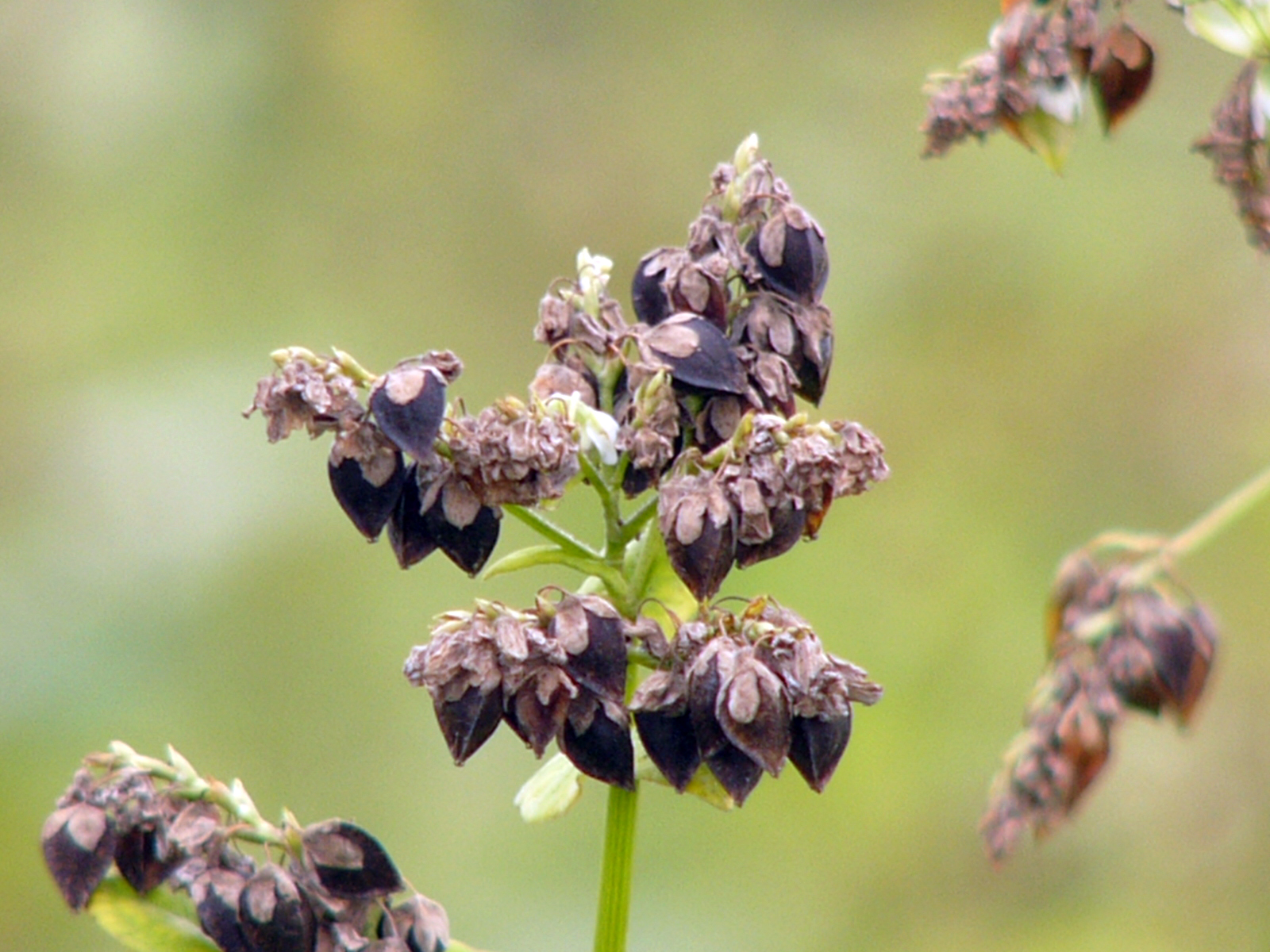
Llavors